# Coppingford
Coppingford eller Copmanford är en by i civil parish Upton and Coppingford, i distriktet Huntingdonshire, i grevskapet Cambridgeshire i England. Byn är belägen 11 km från Huntingdon. Coppingford var en civil parish fram till 1935 när blev den en del av Upton and Coppingford. Civil parish hade 29 invånare år 1931. Byn nämndes i Domedagsboken (Domesday Book) år 1086, och kallades då Copemaneforde.